# كارلوس بيريز غارسيا
كارلوس بيريز غارسيا (بالإسبانية: Carlos Pérez García)‏ (14 يناير 1984 في إسبانيا - ) هو لاعب كرة قدم إسباني في مركز الوسط. شارك مع منتخب إسبانيا تحت 20 سنة لكرة القدم. أما مع النوادي، فقد لعب مع نادي ألباسيتي ونادي ألكوركون ونادي ألكويانو ونادي سبارتاك ترنافا وإسبانيول ب ونادي ألباسيتي ب ونادي إلدنس وUE Castelldefels ‏ وSporting La Gineta CF ‏ وCP Villarrobledo ‏ وفالنسيا ميستايا.